# Бохтюжское княжество
Бохтюжское княжество (1364 — ок. 1425) — древнерусское княжество, выделившееся из состава Ростовского княжества в 1364 году, в период феодальной раздробленности на Руси.

## География
Княжество располагалось между реками Бохтюга и Глушица, включая земли в верховьях Сухоны, а также в верхнем течении Пельшмы, в современных Сокольском и Усть-Кубинском районах Вологодской области. В юго-восточной части княжества сейчас расположена западная часть города Сокол.
Вопрос о расположении столицы княжества до конца не разрешён. Археолог Ольга Адаменко считает, что она располагалась в нынешнем селе Архангельское.

## История
Бохтюжское княжество было создано в 1364 году и досталось Ивану Андреевичу, сыну князя ростовского Андрея Фёдоровича. Его земли располагались по реке Бохтюге, которая и дала название уделу.
Около 1425 года было присоединено к Великому княжеству Московскому.

## Известные князья
| Имя                  | Годы правления |
| -------------------- | -------------- |
| Иван Андреевич Бычок | 1364 — 1409    |
| Юрий Иванович Немой  | 1409 — ?       |
| Семён Юрьевич        | ? — ок. 1425   |